# Sùng bái cá nhân
Sùng bái cá nhân chỉ việc tôn sùng một người nào đó thông qua các phương tiện truyền thông, tuyên truyền để tạo ra một hình ảnh anh hùng, lý tưởng, đôi khi đến mức thần thánh. Việc này xảy ra ở mọi nền văn minh tại mọi lĩnh vực của xã hội, thường nhất trong lãnh vực tôn giáo, chính trị, văn hóa, thể thao và kỹ nghệ giải trí. Nó cũng tương tự như việc hâm mộ những ngôi sao trong ngành giải trí ngày nay, chỉ có khác biệt là những người nổi tiếng không bị đòi hỏi là phải có đủ tiêu chuẩn về đạo đức.

## Tại các nước và các thể chế
Việc sùng bái cá nhân xảy ra tại các hệ thống chính trị thuộc mọi loại tư tưởng, trong mọi giai đoạn lịch sử.
Theo E.A. Rees, trong bài “Leader Cults: varieties, preconditions and functions” in trong cuốn “The Leader Culture in Communist Dictatorship” (Palgrave Macmillan, 2004, tr. 10), chiến lược để thần thánh hoá lãnh tụ ở đâu cũng giống nhau: 
- Xuất bản các bài viết hoặc bài nói chuyện của họ thành sách để làm “kim chỉ nam” cho cả nước;
- Nhấn mạnh tiểu sử của họ;
- Dựng tượng và lấy tên họ đặt cho địa phương, trường học, công trường, công xưởng, đường phố,...;
- Sinh nhật của họ được tổ chức rất trọng thể;
- Sau khi họ chết thì nơi họ ở trở thành viện bảo tàng.

Ngoài ra, người ta còn không ngớt phát động các chiến dịch làm thơ viết văn soạn nhạc để ca ngợi họ. Tiêu biểu trong thế kỷ 20 là những nhân vật như Joseph Stalin, Benito Mussolini, Kim Nhật Thành, Mao Trạch Đông, Hồ Chí Minh và Ruhollah Khomeini, những người đã mở ra một thời kỳ mới của đất nước. Tại khắp các nước trên thế giới cũng có những lãnh đạo được ca tụng như vậy, tiêu biểu là Thiên hoàng Nhật Bản, George Washington của Mỹ, Mohandas Karamchand Gandhi của Ấn Độ, Nelson Mandela của Nam Phi, Mustafa Kemal Atatürk của Thổ Nhĩ Kỳ, vua Thái Lan...

### Chủ nghĩa phát xít

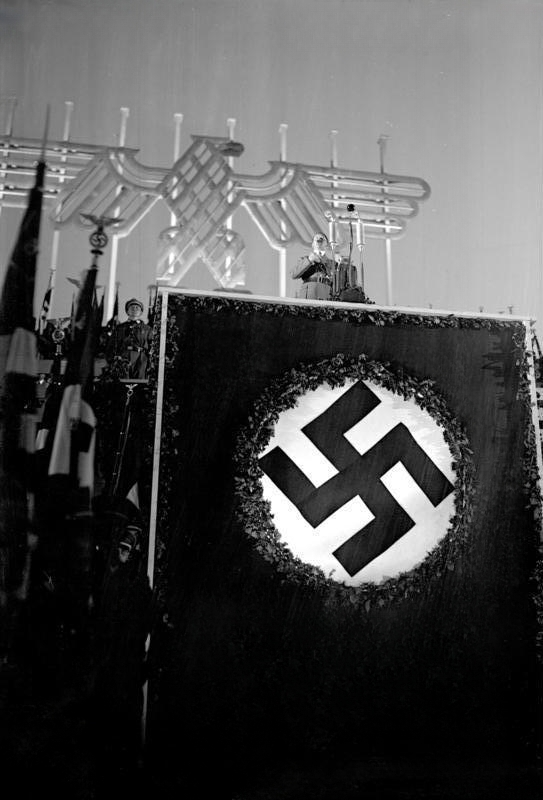
Hitler đang diễn thuyết trên Cờ Chữ Vạn Ngoặc (1934)

Tại các chế độ phát xít, vai trò của một lãnh tụ lãnh đạo mọi người về cả mọi phương diện rất quan trọng, đưa tới việc sùng bá lãnh tụ một cách quá lố, đã xảy ra tại Ý dưới thời Benito Mussolini, tại Đức thời Adolf Hitler, và tại Tây Ban Nha thời Francisco Franco.

#### Đức
Lãnh tụ Quốc Xã Đức Adolf Hitler với sự tuyên truyền của đảng NSDAP được phong cho các tước hiệu như "Quan tòa tối cao của dân tộc Đức", "Binh sĩ thứ nhất của đế quốc Đức", " Công nhân hàng đầu của một nước Đức mới", "Nhà chỉ huy quân sự vĩ đại nhất của mọi thời đại", "Lãnh tụ quân sự của Âu châu". Trong văn hóa thế tục thời đó có vô số bài hát và văn chương ca tụng lãnh tụ Hitler. Hitler được miêu tả như là một ông thánh, được nhân dân Đức yêu mến và kính trọng.

### Trung Quốc

Hình của Mao Trạch Đông tại Cố Cung

Tại Trung Quốc, Mao Trạch Đông thường được gọi một cách tôn kính tại Cộng hòa Nhân dân Trung Hoa là Mao Chủ tịch (毛主席). Vào thời đỉnh cao của sự sùng bái cá nhân, ông được tôn là người có bốn cái "vĩ đại": Người thầy vĩ đại, Lãnh tụ vĩ đại, Thống soái vĩ đại, Người cầm lái vĩ đại (伟大导师，伟大领袖，伟大统帅，伟大舵手 vĩ đại đạo sư, vĩ đại lãnh tụ, vĩ đại thống soái, vĩ đại đà thủ).

### Cộng hòa Dân chủ Nhân dân Triều Tiên

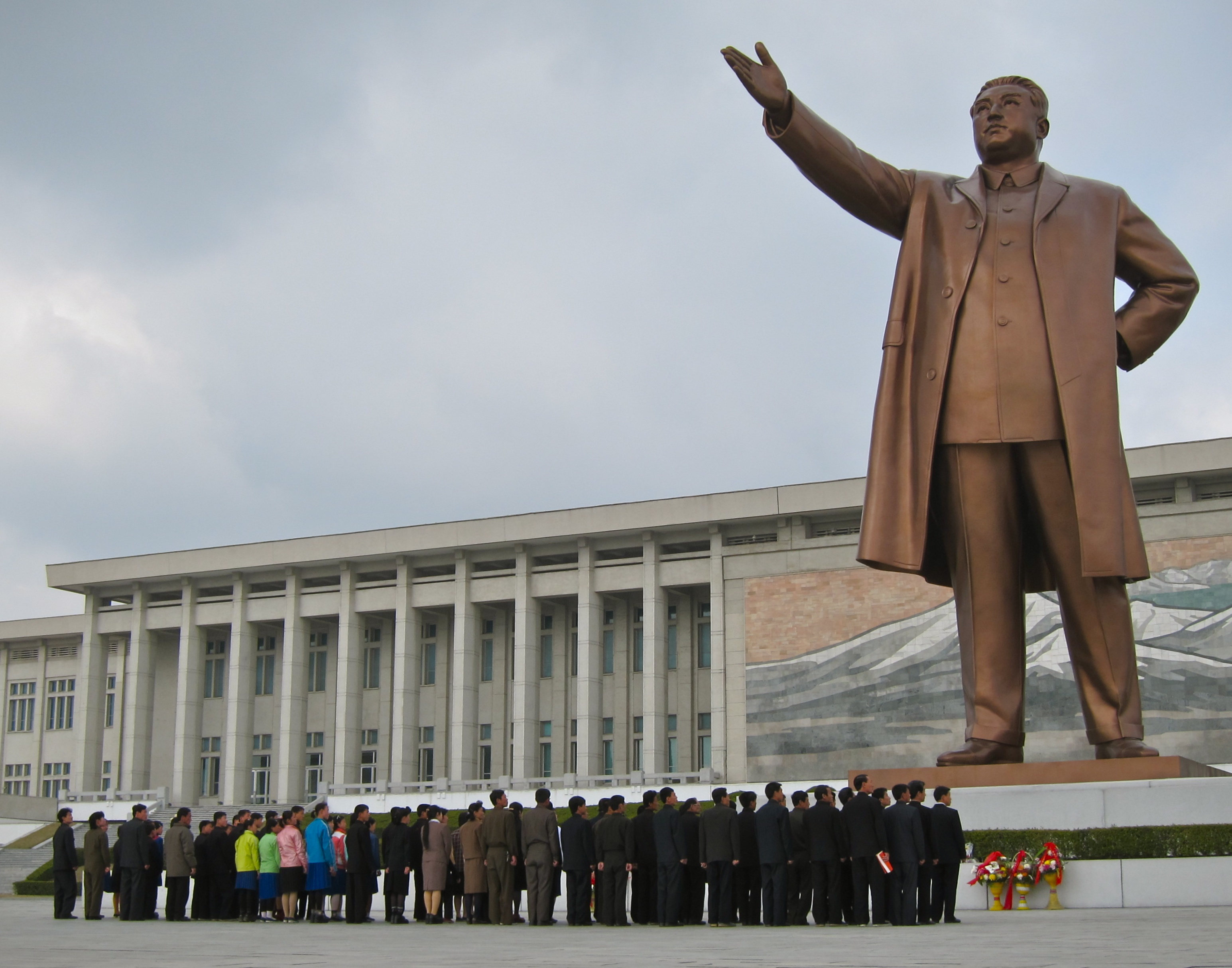
Đoàn người tới thăm bức tượng Kim Nhật Thành tại Bình Nhưỡng, Bắc Triều Tiên

Tại Cộng hòa Dân chủ Nhân dân Triều Tiên, nước này rất tôn sùng Kim Nhật Thành, nhà lãnh đạo đã khai sinh ra nước này. Một nhà ngoại giao nhận định: "Cả ngày thành lập nước lẫn ngày thành lập Đảng Lao động đều không quan trọng bằng ngày sinh của Kim Nhật Thành." Tại thủ đô Bình Nhưỡng, hàng loạt công trình kiến trúc đồ sộ mọc lên để ca ngợi sự vĩ đại của người sáng lập Kim Nhật Thành cũng như về đảng, về những chiến thắng, về hệ tư tưởng của ông v.v… Tổng cộng có đến 30.000 đền đài, khu tưởng niệm về Kim Nhật Thành trên khắp cả nước.

### Việt Nam
Chính quyền Việt Nam liên tục duy trì việc sùng bái cá nhân quanh Hồ Chí Minh từ thập niên 1950 ở miền Bắc, và sau đó nó được mở rộng đến miền Nam sau khi thống nhất đất nước, nó được coi là một phần quan trọng trong chiến dịch tuyên truyền của Đảng xung quanh Hồ Chí Minh và quá khứ của Đảng. Thi hài của Hồ Chí Minh được bảo quản trong một lăng mộ lớn, tranh hoặc tượng Hồ Chí Minh thường xuyên được đặt tại các nơi trang trọng trong các trường học và các địa danh công cộng. Tư tưởng Hồ Chí Minh được tôn vinh như kim chỉ nam trong hoạt động của Đảng Cộng sản Việt Nam, và một số người Việt Nam đã có ảnh thờ Chủ tịch Hồ Chí Minh tại nhà.
Thành phố lớn nhất ở miền Nam Việt Nam, Sài Gòn, đã chính thức đổi tên thành Thành phố Hồ Chí Minh vào năm 1976.
Chính quyền Việt Nam nhạy cảm với bất cứ điều gì có thể gây tranh cãi đối với tiểu sử chính thức của ông. Điều này bao gồm các tài liệu tham khảo về đời sống tình cảm cá nhân của Hồ Chí Minh, mà có thể làm ảnh hưởng tới hình ảnh của nhà cách mạng tận tụy, người độc thân suốt đời, chỉ kết hôn với sự nghiệp cách mạng. William Duiker trong tác phẩm Ho Chi Minh: A Life (2000) đã nói về các mối quan hệ tình cảm riêng tư của Hồ Chí Minh. Chính phủ Việt Nam đã cắt bớt bản dịch tiếng Việt của tác phẩm này với lý do "nội dung không phù hợp" và cấm phân phối một số ra của Tạp chí kinh tế Viễn Đông, mà đã có một bài viết nhỏ về nội dung Hồ Chí Minh có vợ gây tranh cãi.
Ý kiến, các ấn phẩm và chương trình phát sóng nêu ra các quan hệ tình cảm cá nhân của Hồ Chí Minh bị cấm ở Việt Nam. Năm 1992, Tổng biên tập báo Tuổi trẻ Vũ Kim Hạnh bị đình chỉ chức vụ Tổng Biên tập sau khi đăng một số tư liệu của Trung Quốc liên quan đến đời tư của Hồ Chí Minh, như việc ông đã từng có vợ là người Trung Quốc.

### Nhật Bản

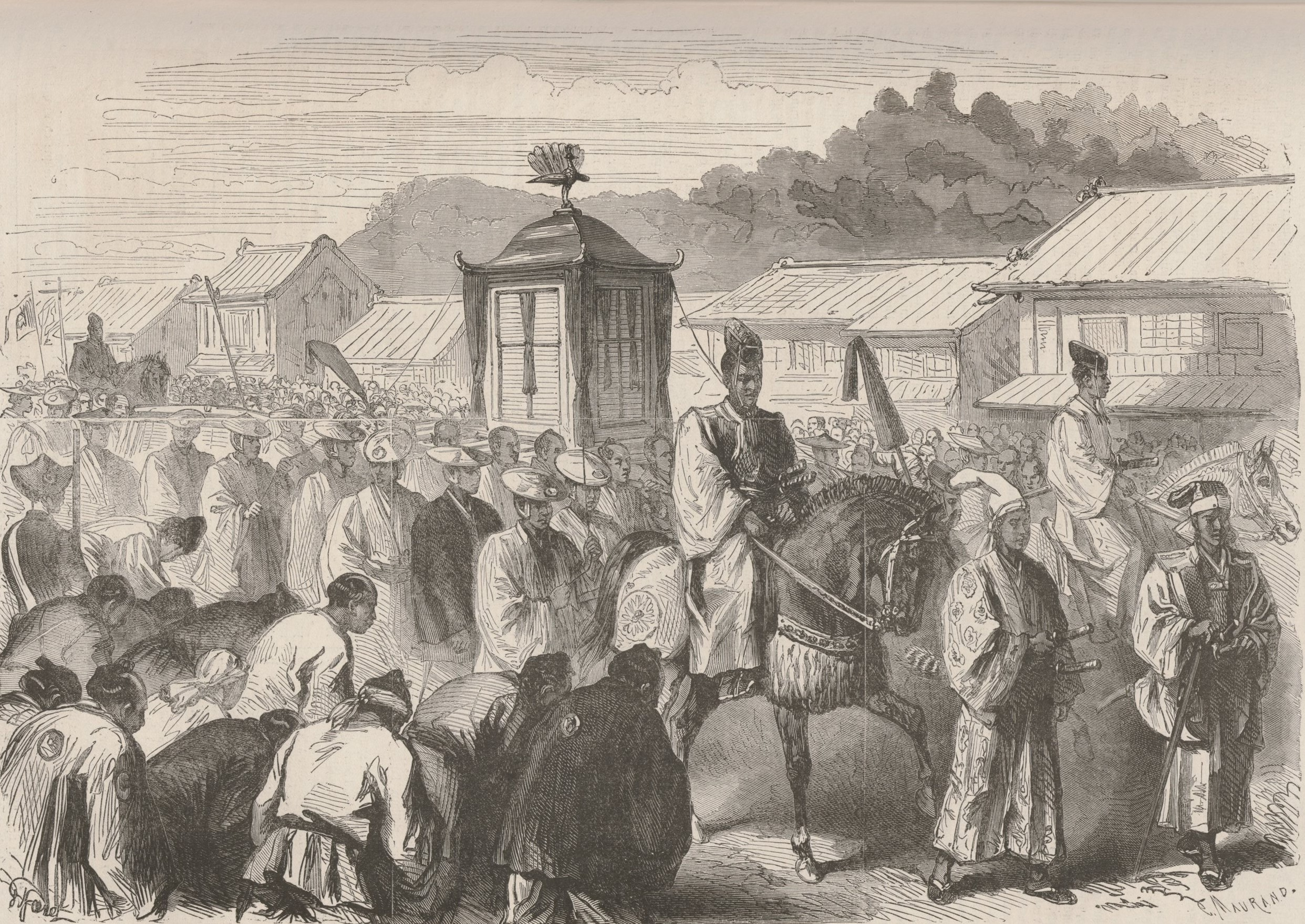
Người dân Nhật quỳ lạy đoàn rước Thiên hoàng Minh Trị trong hành trình từ Kyōto về Tōkyō, vào cuối năm 1868.

Với truyền thống tôn sùng Hoàng đế, Thiên hoàng Nhật Bản được coi là Thiên tử - con của trời. Thiên hoàng bắt đầu xưng "Thiên tử" (天子 tenshi) từ đầu thế kỷ thứ VII, kéo dài cho tới nay
Theo huyền thoại Nhật Bản, các vị Thiên hoàng được xem là con cháu của Thần mặt trời và do đó cũng được xem là Thần linh. Thiên hoàng cũng đồng thời là Giáo chủ của Thần đạo Nhật Bản
Năm 1889, Hiến pháp đầu tiên của Nhật Bản được ban hành, trong đó quy định Nhật hoàng nắm quyền lực vô hạn và chỉ nhượng bộ một chút cho dân quyền và cơ cấu nghị viện. Theo Hiến pháp 1889, Thiên hoàng có quyền hành "thiêng liêng bất khả xâm phạm", là Nguyên thủ quốc gia, nắm trọn quyền thống trị. Về mặt đối nội, Thiên hoàng có thể dựa vào Hiến pháp để triệu tập hoặc giải tán nghị hội, bổ nhiệm hoặc bãi miễn quan lại và chỉ huy Lục quân, Hải quân và Không quân của Đế quốc Nhật Bản. Về mặt đối ngoại, Thiên hoàng có quyền tuyên chiến, giảng hòa, ký kết hòa ước. Đồng thời, theo Hiến pháp, người dân Nhật Bản là "thần dân" của Thiên hoàng, phải thi hành nghĩa vụ của thần dân và không được cản trở Thiên hoàng hành sự đại quyền.
Ngay từ cuối năm 1873, ảnh của Thiên Hoàng đã được phân phối đến các huyện để treo ở gian phòng chính, và kể từ tháng 1 năm 1874, triều đình cho phép người dân tới đây để quỳ lạy trước ảnh Thiên hoàng. Việc quỳ lạy ảnh chân dung Thiên hoàng được xem là một nghi thức thiêng liêng thần thánh, phàm ai quỳ lạy ảnh Thiên hoàng phải ăn mặc chỉnh tề, sạch sẽ theo lễ phục Nhật Bản; việc nói chuyện ồn ào bị cấm đoán nghiêm khắc. Việc cất giữ ảnh Thiên hoàng trong nhân dân cũng bị nghiêm cấm, ai vi phạm sẽ bị trừng trị theo quốc pháp. Đồng thời, đối với học sinh, chỉ những ai theo học ở các trường lớn, có tiếng tăm mới có "diễm phúc được quỳ lạy ảnh Thiên hoàng" treo trong trường học. Ảnh của Thiên hoàng không được phân phát đến các trường học nhỏ, các trường tư; họ chỉ có thể tổ chức cho học sinh đến các trụ sở huyện hoặc đến các trường học lớn để lạy ảnh Thiên hoàng.
Trước năm 1945, chính phủ Nhật Bản duy trì phong trào Thần thánh hóa Thiên hoàng khắp trong cả nước. Họ tuyên truyền rằng Thiên hoàng là một vị Thần, thậm chí còn có địa vị cao hơn hẳn các vị thần khác vì theo truyền thống của Nhật Bản, Thiên hoàng là hậu duệ trực tiếp của Thái Dương Thần Nữ. Chính sách này chỉ kết thúc vào năm 1945, khi Đế quốc Nhật Bản thất bại trong Thế chiến 2 và bị quân Đồng Minh chiếm đóng. Theo Hiên pháp mới do Đồng Minh soạn ra, Thiên Hoàng vẫn là nguyên thủ quốc gia nhưng không còn thực quyền, chỉ có vai trò tượng trưng. Tuy nhiên, do ảnh hưởng từ truyền thống lịch sử, Thiên Hoàng vẫn được nhiều người dân Nhật sùng bái.
Thiên hoàng đản sanh nhật (天皇誕生日; sinh nhật Thiên hoàng) được tổ chức vào ngày sinh của Đương kim Thiên hoàng - là ngày nghỉ quốc gia của Nhật.
Theo truyền thống của người Nhật, sẽ bị coi là thiếu tôn trọng nếu gọi tên riêng của bất kỳ người nào, đặc biệt là với Thiên hoàng. Nếu gọi tên riêng của Thiên hoàng sẽ bị người Nhật coi là phạm thượng.

### Hoa Kỳ

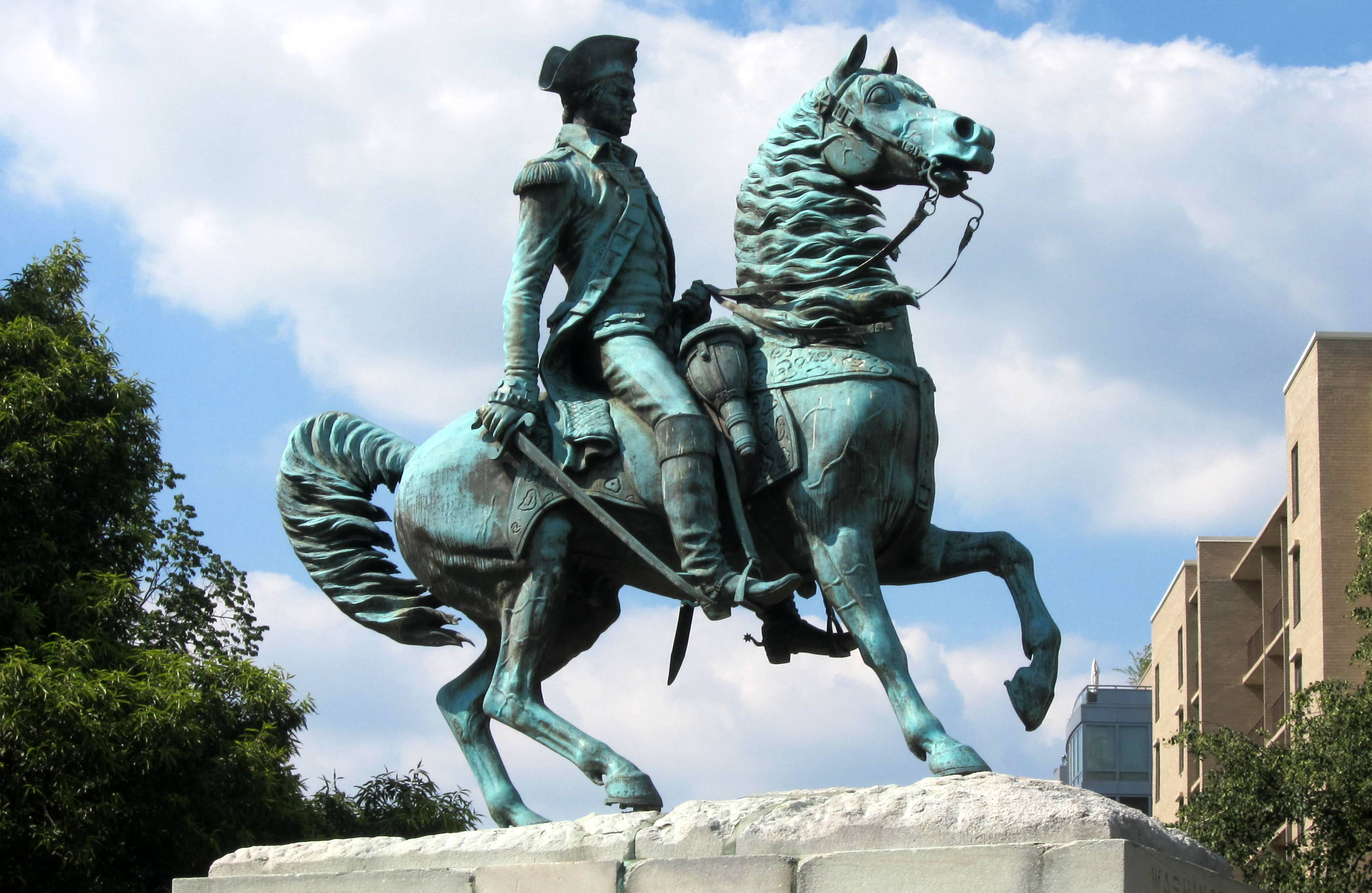
Tượng Washington cưỡi ngựa, năm 1860 của điêu khắc gia Clark Mills, nằm trong Vòng xoay Washington tại thủ đô Washington, D.C.

George Washington được coi là vị cha già của nước Mỹ. Washington đã tạo ra nhiều tiền lệ cho chính phủ quốc gia, và đặc biệt là cho chức vụ tổng thống. Ông được gọi là "cha già dân tộc" bắt đầu kể từ năm 1778.
Sinh nhật của Washington (được gọi là ngày Lễ Tổng thống), là một ngày nghỉ lễ liên bang tại Hoa Kỳ. Trong năm chào mừng "Hoa Kỳ 200 năm", George Washington được vinh thăng lên cấp bậc Đại thống tướng theo nghị quyết chung của Quốc hội Hoa Kỳ (xem Công luật 94-479), được thông qua vào ngày 19 tháng 1 năm 1976, có hiệu lực vào ngày 4 tháng 7 năm 1976.
Ngày nay, hình tượng và khuôn mặt của Washington thường được dùng như những biểu tượng quốc gia của Hoa Kỳ. Hình ảnh ông có mặt trên các loại tiền hiện thời trong đó có tiền giấy một đô la và tiền kim loại 25 xu, và trên các loại tem thư của Hoa Kỳ. Hình ảnh ông có mặt trên các loại tem thư đầu tiên do Bưu điện Hoa Kỳ phát hành năm 1847. Washington cùng với Theodore Roosevelt, Thomas Jefferson, và Lincoln, được tạc tượng trên Đài tượng niệm Núi Rushmore. Tượng đài Washington, một trong số những địa điểm nổi tiếng nhất của Mỹ, được xây để vinh danh ông. Tượng đài Quốc gia Tam điểm George Washington tại Alexandria, Virginia được xây dựng giữa năm 1922 và 1932 với đóng góp tự nguyện của tất cả 52 cơ quan điều hành địa phương của Hội Tam điểm tại Hoa Kỳ.
Nhiều nơi và nhiều thực thể đã được đặt tên Washington để vinh danh ông. Tên Washington trở thành tên của thủ đô quốc gia, Washington, D.C., một trong hai thủ đô quốc gia trên thế giới đã được đặt tên của một vị tổng thống Mỹ (tên tổng thống Mỹ khác được đặt cho thủ đô của Liberia là Monrovia). Tiểu bang Washington là tiểu bang duy nhất được đặt tên của một vị tổng thống Mỹ. Đại học George Washington và Đại học Washington tại St. Louis được đặt tên ông cũng như Đại học Washington và Lee đã từng đổi thành Học viện Washington khi Washington quyên tặng rất nhiều tiền cho trường này vào năm 1796. Đại học Washington tại Chestertown, Maryland (do hiến chương tiểu bang Maryland thành lập năm 1782) được Washington ủng hộ suốt cuộc đời mình bằng việc trao tặng 50 đồng tiền vàng Anh và phục vụ trong ban hội đồng đặt trách quan khách và điều hành của trường cho đến năm 1789 (khi Washington được bầu làm tổng thống).

### Các nước Nam Mỹ
Simón Bolívar được coi là vị cha già của nhiều nước Nam Mỹ (Venezuela, Colombia, Ecuador, Peru, Bolivia và Panama) vì có công đánh đuổi thực dân Tây Ban Nha.
Ngoài một quốc gia mang tên ông, nhiều bang, thành phố, và rất nhiều địa danh, đại lộ... ở châu Mỹ và các nơi khác trên thế giới cũng mang tên Bolívar. Đồng tiền của Venezuela được gọi là Bolívar. Tượng đài Simón Bolívar được dựng ở nhiều nơi trên thế giới.

### Thái Lan
Thái Lan là một quốc gia quân chủ lập hiến. Vua Thái Lan theo nghi thức là nguyên thủ quốc gia cao nhất, tổng tư lệnh quân đội và nhà lãnh đạo tinh thần Phật giáo của đất nước.
Theo hình phạt khi quân lèse-majesté, viết bài phê bình Nhà vua đều bị nghiêm cấm ở Thái Lan, nếu vi phạm sẽ bị xử tù. Năm 2002, The Economist đã viết nhiều thông tin xấu về thái tử của Thái Lan. Ấn phẩm của The Economist đã bị cấm ở Thái Lan.
Ngày 19 tháng 1 năm 2009, Harry Nicolaides, một công dân Úc, đã bị kết án ba năm tù vì tự xuất bản một cuốn sách hư cấu coi là đã phạm tội khi quân majesté (sau này Nicolaides đã được ân xá của nhà vua). Những đoạn văn vi phạm ám chỉ tin đồn rằng "nếu các hoàng tử đem lòng yêu một người vợ nhỏ của mình và cô ấy đã phản bội anh, cô và gia đình của cô sẽ biến mất với tên của họ, dòng dõi gia đình và tất cả các dấu tích của sự tồn tại của họ xóa mãi mãi." CNN toàn cầu từ chối phát mẫu tin này.
Năm 2016, phóng viên BBC Jonathan Head bị cảnh sát Thái Lan điều tra về một bài viết bị cho là bôi nhọ nhà vua. Bài này đã xuất hiện trên trang mạng của đài bằng tiếng Thái vào ngày thứ năm tuần trước. Một nhà bất đồng chính kiến nổi tiếng, Jatupat Boonpattararaksa, đã bị bắt vào ngày thứ bảy cùng tuần, vì ông ta đã lan truyền bài này qua trang Facebook của mình. Ông bị cáo buộc tội bôi nhọ nhà vua, nếu bị kết tội, ông ta có thể bị 15 năm tù. Jonathan Head năm 2008 cũng bị điều tra về tội này, khiến ông phải rời Thái Lan.

### Ấn Độ
Mahatma Gandhi được hàng triệu dân Ấn Độ gọi một cách tôn kính là Mahātmā, nghĩa là "Linh hồn lớn", "Vĩ nhân" hoặc "Đại nhân". Danh hiệu có gốc tiếng Phạn này được triết gia và người đoạt giải Nobel văn chương Rabindranath Tagore dùng lần đầu khi đón chào Gandhi tại Mumbai (hay Bombay) ngày 9 tháng 1 năm 1915. Đến ngày nay, danh hiệu Mahātmā Gāndhī vẫn thường được dùng hơn tên Mohandas Gāndhī trên thế giới. Ngoài việc được xem là một trong những môn đồ Ấn Độ giáo và những nhà lãnh đạo Ấn Độ vĩ đại nhất, ông còn được nhiều người Ấn tôn kính như một Quốc phụ (gọi theo tiếng Hindi là Bapu). Ngày sinh của ông, 2 tháng 10, là ngày lễ quốc gia của Ấn Độ.

### Thổ Nhĩ Kỳ
Mustafa Kemal Atatürk được coi là vị cha già của nước Thổ Nhĩ Kỳ hiện đại
Tên tuổi và chân dung của Atatürk có thể nghe và thấy khắp Thổ Nhĩ Kỳ: ở công trình công cộng, trường học, sách giáo khoa và tiền tệ. Hàng năm, vào chính xác thời điểm ông qua đời ngày 10 tháng 11, gần như tất cả mọi người Thổ sẽ dừng lại dành một phút để tưởng niệm cho Atatürk. Tượng tưởng niệm ông được xây dựng khắp hầu hết các thành phố lớn của Thổ Nhĩ Kỳ và trên thế giới: đài kỷ niệm Atatürk ở New Zealand và Úc, quảng trường Atatürk ở Roma v.v...

### Nam Phi
Nelson Mandela được coi là vị cha của nước Nam Phi hiện đại vì có công lật đổ chế độ phân biệt chủng tộc do Anh hậu thuẫn Trên khắp Nam Phi có rất nhiều tượng đài, rất nhiều bài hát được sáng tác dành cho ông.
Vào ngày 27 tháng 8 năm 2008, một bức tượng của Nelson Mandela được khánh thành tại Trại cải tạo Drakenstein Groot giữa Paarl và Franshhoek trên đường R301, gần Cape Town. Trước đây có tên Victor Verster, đây là nơi Mandela trải qua những năm cuối cùng trong thời gian 27 năm ở tù, khi ông và các đồng chí ở ANC đã thương thảo với chính quyền apartheid về những điều khoản để ông được tự do và bản chất của nước Nam Phi mới.
Bức tượng được đặt ngay nơi Mandela bước bước đi đầu tiên với tư thế một người tự do. Ngay bên ngoài cổng tù – đỉnh điểm của Long Walk to Freedom – tên tự truyện của Mandela.
Sau Trận động đất Loma Prieta năm 1989 phá hủy phần Cầu cạn đường Cypress của Xa lộ Nimitz tại Oakland, California, thành phố đã đổi tên con đường này và đặt tên là Mandela Parkway.
Vào ngày 31 tháng 3 năm 2004, Quảng trường Sandton ở Johannesburg được đổi tên thành Quảng trường Nelson Mandela, sau khi người ta dựng bức tượng Nelson Mandela cao 6 mét ở quảng trường để vinh danh nguyên thủ Nam Phi của mình.